# Porta dos Fundos
Porta dos Fundos là một kênh YouTube hài kịch Brasil. Nó được thành lập vào năm 2012 bởi Fábio Porchat, Antonio Pedro Tabet, Gregório Duvivier, João Vicente de Castro và Ian SBF ở Rio de Janeiro. Hiện tại, kênh đang đứng thứ 4 trong số những kênh được đăng ký nhiều nhất ở Brasil, và đứng thứ 49 trên tổng số, với hơn 43 triệu lượt đăng ký vào Tháng 6 năm 2017. Các video của kênh được đặt với phụ đề tiếng Anh.

## Thành phần

### Diễn viên
- Antonio Pedro Tabet
- Fábio Porchat
- Gregório Duvivier
- João Vicente de Castro
- Luis Lobianco
- Gabriel Totoro
- Thati Lopes
- Rafael Portugal
- Karina Ramil

#### Cựu
- Marcos Veras (2012-2014)
- Marcus Majella (2012-2014)
- Letícia Lima (2012-2015)
- Clarice Falcão (2012-2015)
- Júlia Rabello (2012-2015)
- Rafael Infante (2012-2016)

### Nhân viên
- Ian SBF – screenwriter, director
- Rodrigo Magal – editor, director
- Gregório Duvivier – screenwriter
- Fábio Porchat  – screenwriter
- Antonio Pedro Tabet – screenwriter
- Gabriel Esteves – screenwriter
- Luanne Araujo – editor
- Gustavo Chagas  – making of director
- Alice Ventura – assistant director
- Gui Machado – cinematography
- Nataly Mega – production director
- Bianca Caetano – producer
- Ohana Boy – producer
- Lívia Andrade - producer
- Bruno Menezes – audio
- João Marcos – social media
- Juli Videla – costume designer
- Luciano Iulianelli – financial analyst
- Amanda Moura  – commercial director
- Marcela Briones  – commercial analyst
- Arthur Santiago  – graphic designer